# گمینا نوو دونگنوو
گمینا نوو دونگنوو (به لهستانی:  Gmina Nowy Duninów) یک گمینا در لهستان است که در شهرستان پوتسک، استان ماسوویان واقع شده‌است.
 گمینا نوو دونگنوو ۱۴۴٫۷۹ کیلومتر مربع مساحت و ۳٬۸۸۴ نفر جمعیت دارد.